# Savage Land (1994)
Savage Land (no Brasil: Território Selvagem) é um filme americano Western lançado em 1994

## História
Luke Morgan e sua irmã Hanna embarcam numa diligência rumo ao Colorado para encontrarem seu pai,só que no meio do trajeto a diligência é atacada por bandidos disfarçados de "índios", duas crianças e duas  mulheres devem aprender os caminhos do desertoe e lutarem para sobreviver em sua viagem pelo oeste,enquanto os bandidos vasculham a floresta à procura de suas futuras vítimas.

## Elenco
- Corbin Bernsen — Quint
- Vivian Schilling — Clara
- Brion James — Cyrus
- Charlotte Ross — Mandy
- Corey Carrier — Luke Morgan
- Mercedes McNab — Hanna Morgan
- Graham Greene — Skyano
- Martin Kove — Jabal